# 穆罕默德·礼萨·盖拉伊
穆罕默德·礼萨·盖拉伊（波斯語：‎，1996年7月25日—），伊朗男子摔跤运动员，2018年亚洲运动会男子古典式67公斤级铜牌得主、2019年亚洲摔跤锦标赛男子古典式72公斤级金牌得主、2020年夏季奥运会男子古典式67公斤级金牌得主。